# Lillian Gish
Lillian Diana Gish (Springfield, Ohio; 14 de octubre de 1893-Nueva York; 27 de febrero de 1993) fue una actriz estadounidense, una de las estrellas femeninas más prominentes e influyentes del cine mudo de Hollywood.

## Biografía
Nacida en Springfield, Ohio, era hija de Mary Robinson McConnell y James Leigh Gish, Lillian Diana Gish comenzó a trabajar como actriz junto a su hermana menor, Dorothy, después de que el padre, que sufría de alcoholismo, abandonase a la familia dejándola en una precaria situación. En 1899, con apenas seis años, Lillian empezó a actuar en el teatro, y estaría sobre el escenario, siempre junto a su hermana, hasta 1912. Fue en esa fecha cuando la joven Lillian conoció a David Wark Griffith gracias a la relación de las hermanas con la estrella en ciernes Mary Pickford.
Griffith quedó impresionado por el talento de las dos hermanas, especialmente por el de Lillian. An Unseen Enemy fue la primera película de Lillian a las órdenes del director, a la que seguirían doce más tan solo en ese año. La fama definitiva, sin embargo, llegó tres años después, con El nacimiento de una nación (1915).
Pronto Lillian fue catalogada como una de las grandes heroínas de la pantalla; en 1920 hizo su debut como directora en Remodeling Her Husband, en la que su hermana Dorothy era protagonista. Se comentaba por aquel entonces la posibilidad de una relación amorosa con Griffith, que en realidad jamás existió. De hecho, las relaciones de la actriz siempre se mantendrían en un respetuoso silencio, al margen de su conocido affaire con el productor Charles Duell, con quien estuvo prometida, el actor Robert Harron y el editor George Jean Nathan. Lillian nunca se casó.
Cuando en 1926 firmó un contrato con la MGM, consiguió ser una de las pocas actrices con poder sobre las cámaras y el director. Tras protagonizar El viento (1928) del director sueco Victor Sjöström la llegada del sonoro y su convencimiento de que esta nueva técnica jamás triunfaría la alejó del cine y le hizo volver al teatro, aunque años después -tras la muerte de David Wark Griffith, a quien ayudó económicamente en sus últimos años de vida, cuando había sido relegado del mundo del cine- reaparecería en el celuloide. En 1946, su papel como Laura Belle McCanles en
Duel in the Sun (Duelo al sol) la haría merecedora de una nominación al premio Óscar como mejor actriz secundaria. Destacó luego en Portrait of Jennie (Jennie; 1948) y La noche del cazador (1955).
En algunas de sus apariciones públicas en su vejez, se puede destacar su presencia, a los 87 años, al presentar el Premio Óscar a la Mejor Película del año en la 53.ª Ceremonia de dichos premios, el público asistente la ovacionó.

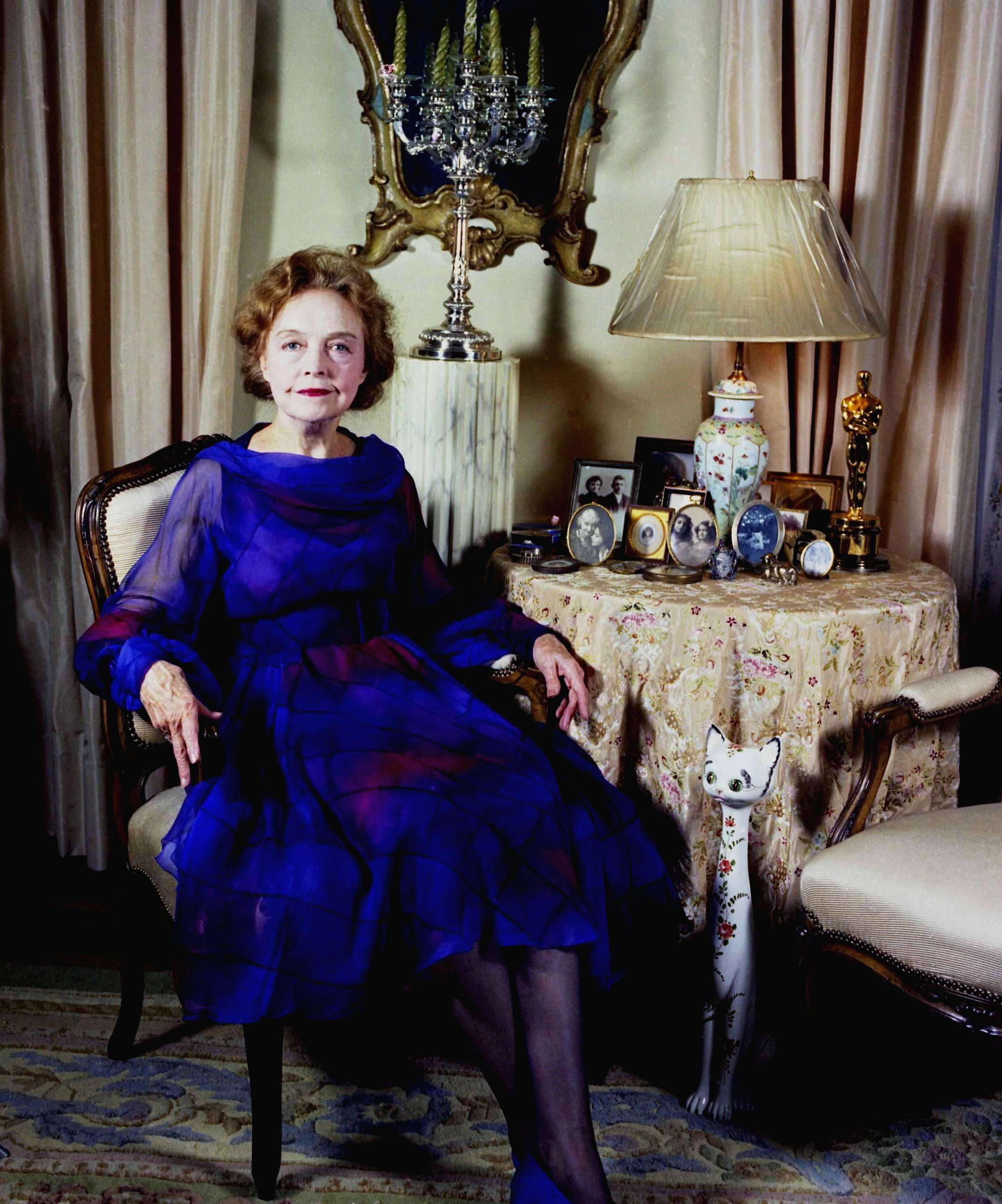
Lilian Gish en su apartamento de Nueva York (1973)

No lo consiguió en aquel momento, pero su total dedicación le valió un Óscar honorífico en 1971, tres años después de la muerte de su hermana Dorothy. Dieciséis años después, a la edad de 93 años, Lillian protagonizó su última película, Las ballenas de agosto junto a Bette Davis.
Murió el 27 de febrero de 1993 en Nueva York, a los 99 años y 136 días, pocos meses antes de cumplir 100 años.

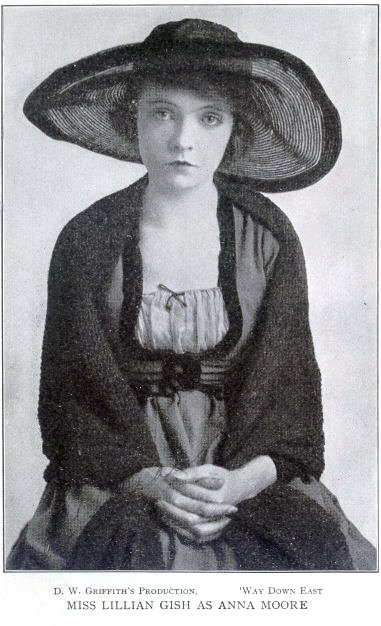

## Filmografía

### Cine mudo
- An Unseen Enemy (1912)
- Two Daughters of Eve (1912)
- In the Aisles of the Wild (1912)
- The One She Loved (1912)
- The Painted Lady (1912)
- The Musketeers of Pig Alley (1912)
- Gold and Glitter (1912)
- My Baby (1912)
- The Informer (1912)
- The New York Hat (1912)
- The Burglar’s Dilemma (1912)
- A Cry for Help (1912)
- Oil and Water (1913)
- The Unwelcome Guest (1913)
- A Misunderstood Boy (1913)
- The Left-Handed Man (1913)
- The Lady and the Mouse (1913)
- A Timely Interception (1913)
- The House of Darkness (1913)
- Just Gold (1913)
- The Mothering Heart (1913)
- During the Round-Up (1913)
- An Indian’s Loyalty (1913)
- A Woman in the Ultimate (1913)
- A Modest Hero (1913)
- So Runs the Way (1913)
- The Madonna of the Storm (1913)
- The Blue or the Gray (1913)
- The Conscience of Hassan Bey (1913)
- Just Kids (1913)
- The Stolen Bride (1913)
- Judith of Bethulia (1914)
- The Battle at Elderbush Gulch (1914)
- The Green-Eyed Devil (1914)
- The Hunchback (1914)
- The Quicksands (1914)
- The Battle of the Sexes (1914)
- Silent Sandy (1914)
- The Rebellion of Kitty Belle (1914)
- Man’s Enemy (1914)
- The Angel of Contention (1914)
- The Tear That Burned (1914)
- The Folly of Anne (1914)
- Men and Women (1914)
- The Sisters (1914)
- Home Sweet Home (1914)
- The Escape (1914)
- Lord Chumley (1914)
- The Birth of a Nation (El nacimiento de una nación) (1915)
- His Lesson (1915)
- The Lost House (1915)
- Enoch Arden (1915)
- Captain Macklin (1915)
- The Lily and the Rose (1915)
- Pathways of Life (1916)
- Daphne and the Pirate (1916)
- Sold for Marriage (1916)
- An Innocent Magdalene (1916)
- Intolerance (Intolerancia) (1916)
- Diane of the Follies (1916)
- The Children Pay (1916)
- A House Built Upon Sand (1916)
- Souls Triumphant (1917)
- Hearts of the World (1918)
- The Great Love (1918)
- Liberty Bond (1918)
- United States Fourth Liberty Loan Drive (1918)
- Canadian Victory Loan Drive (1918)
- The Greatest Thing in Life (1918)
- A Romance of Happy Valley (1919)
- Broken Blossoms (Lirios rotos) (1919)
- True Heart Susie (1919)
- The Greatest Question (1919)
- Way Down East (1920)
- Orphans of the Storm (1921)
- The White Sister (1923)
- Romola (1924)
- Ben-Hur: A Tale of the Christ (1925) (extra no acreditada)
- La Bohème (1926)
- The Scarlet Letter (1926)
- Annie Laurie (1927)
- The Enemy (1927)
- The Wind (1928)

### Cine sonoro
- One Romantic Night (aka The Swan) (1930)
- His Double Life (1933)
- Commandos Strike at Dawn (1942)
- Top Man (aka Man of The Family) (1943)
- Miss Susie Slagle's (1946)
- Duel in the Sun (Duelo al sol) (1946)
- Portrait of Jennie (aka Tidal Wave) (1948)
- The Trip to Bountiful (1953) (TV)
- Film Fun (1955) (no acreditada)
- The Cobweb (1955)
- The Night of the Hunter (La noche del cazador) (1955)
- Orders to Kill (1958)
- The Unforgiven (Los que no perdonan) (1960)
- Follow Me, Boys! (1966)
- Warning Shot (1967)
- The Comedians (1967)
- Arsenic and Old Lace (1969) (TV)
- Twin Detectives (1976) (TV)
- Sparrow (1978) (TV)
- Un día de boda (1978)
- Thin Ice (1981) (TV)
- Hobson's Choice (1983) (TV)
- Hambone and Hillie (1984)
- Adventures of Huckleberry Finn (1985) (TV)
- Sweet Liberty (Dulce libertad) (1986)
- Las ballenas de agosto (1987)

## Teatro
- A Musical Jubilee, 1975
- Uncle Vanya, 1973
- I Never Sang for My Father, 1968
- Anya, 1965
- Too True to Be Good, 1963
- All the Way Home, 1961
- The Family Reunion, 1958
- The Trip to Bountiful, 1953
- The Curious Savage, 1950
- Crime and Punishment, 1948
- Mr. Sycamore, 1942
- Dear Octopus, 1939
- The Star-Wagon, 1938
- Hamlet, 1936
- Within the Gates, 1934
- The Joyous Season, 1934
- Nine Pine Street, 1933
- Camille, 1932
- Uncle Vanya, 1930
- A Good Little Devil, 1913

## Premios y distinciones
Premios Óscar
| Año  | Categoría               | Película         | Resultado |
| ---- | ----------------------- | ---------------- | --------- |
| 1947 | Mejor actriz de reparto | Duelo al sol     | Nominada  |
| 1970 | Óscar honorífico        | Óscar honorífico | Ganador   |

## Legado
Gish posó como Elaine de Astolat en Way Down East
Se mostró una retrospectiva de la vida y los logros de Gish en un episodio de la serie de la cadena PBS ganadora de un Emmy, American Masters.
La AllMovie Guide escribió sobre su legado:[39]
```
   Lillian Gish está considerada la primera verdadera actriz de la industria cinematográfica. Pionera de las técnicas fundamentales de interpretación cinematográfica, fue la primera estrella en reconocer las diferencias cruciales entre la interpretación para el teatro y para la pantalla, y mientras sus contemporáneos pintaban sus interpretaciones con grandes pinceladas dramáticas, Gish realizaba interpretaciones matizadas, con un impacto emocional asombroso. Aunque no era ni mucho menos la actriz más grande ni la más popular de la época muda, sí era la más dotada, ya que su aparente fragilidad enmascaraba unas reservas de fuerza física y espiritual sin parangón. Más que ninguna otra de las primeras estrellas, luchó por el reconocimiento del cine como una verdadera forma de arte, y sus logros siguen siendo el patrón con el que se miden los de todos los demás actores.
```

Turner Classic Movies escribió:
```
   La actriz Lillian Gish, pionera de la interpretación en la pantalla, que dejó de ser un entretenimiento de vodevil para convertirse en una forma de expresión artística, forjó un nuevo camino creativo en una época en la que los actores más serios consideraban el cine como una forma de empleo más bien vil. Gish aportó a sus papeles un sentido del oficio sustancialmente diferente del que practicaban sus colegas teatrales. Con el tiempo, sus sensibles interpretaciones elevaron no sólo su estatura como actriz, sino también la reputación de las propias películas.
```

Se instituyó el Premio Dorothy y Lillian Gish.
Hay una calle de Massillon, Ohio, que lleva el nombre de Gish, que vivió allí durante los primeros años de su vida y la consideró su ciudad natal durante toda su carrera.
La película de François Truffaut La noche americana (1973) está dedicada a Dorothy y Lillian Gish.
La fotografía de Lillian Gish se menciona como inspiración para un atribulado soldado en la novela Company K (1933).
El lujoso hotel boutique Maison 140, en Beverly Hills, comenzó su vida histórica como el hogar de las actrices de Hollywood Lillian y Dorothy Gish. Las hermanas convirtieron la mansión en un hogar para jóvenes actrices que buscaban su camino en Hollywood. Procedentes de Ohio, comprendían las comodidades que se echaban de menos en casa mientras exploraban los propios sueños.

## Vida personal

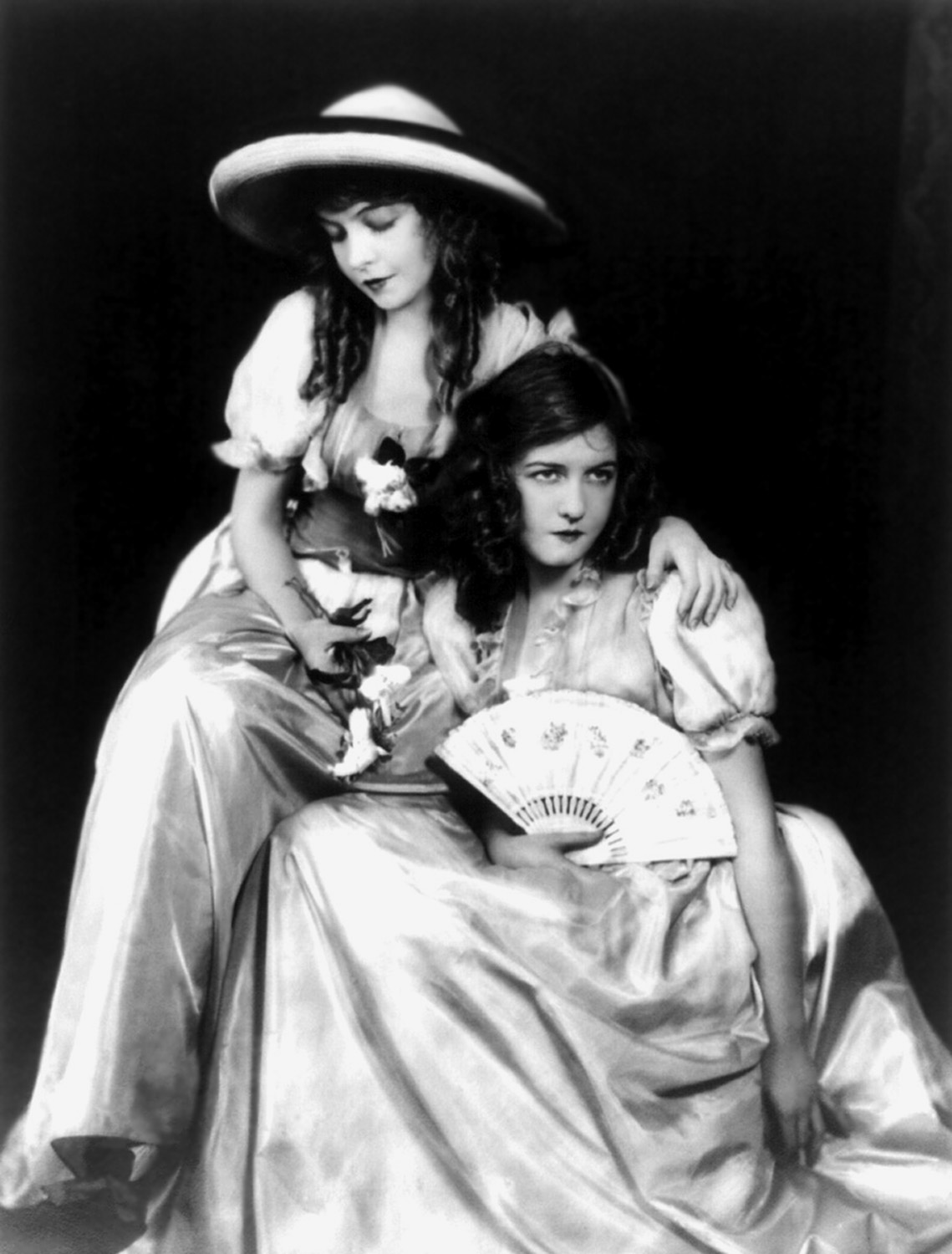
Lillian y su hermana Dorothy, 1921

Gish nunca se casó ni tuvo hijos. La relación entre D. W. Griffith y ella era tan estrecha que algunos sospechaban que existía una conexión romántica, cuestión que Gish nunca reconoció, aunque varios de sus socios estaban seguros de que mantuvieron una relación al menos breve. Durante el resto de su vida, siempre se refirió a él como "Sr. Griffith". También mantuvo una relación con el productor Charles Duell y con el crítico teatral y editor George Jean Nathan. En la década de 1920, la relación de Gish con Duell se convirtió en un escándalo sensacionalista cuando éste la demandó e hizo públicos los detalles de su relación.
Gish sobrevivió a la pandemia de gripe de 1918, enfermedad que contrajo durante el rodaje de Broken Blossoms
Gish se hizo vegetariana en su infancia, ya que no soportaba la idea de matar animales. Su vegetarianismo se hizo muy conocido en 1925, cuando fue vista mordisqueando una zanahoria cruda en un tribunal federal Las fotografías de ella en los periódicos provocaron una moda de comer zanahorias en todo Estados Unidos.
Mantuvo una estrecha relación con su hermana Dorothy y con Mary Pickford durante toda su vida. Otra de sus mejores amigas fue la actriz Helen Hayes, la "Primera Dama del Teatro Americano". Gish fue la madrina del hijo de Hayes, James MacArthur.
Gish era una devota episcopaliana.

## Opiniones políticas
Gish era una republicana acérrima y mantenía amistad con el presidente Dwight Eisenhower y su esposa, Mamie. Apoyó a Richard Nixon en su fallida candidatura presidencial de 1960, y también era amiga de Ronald Reagan. Durante la presidencia de Reagan, Gish escribió en una carta a Nancy Reagan: "Cada vez que tú y Ronnie abrís la boca os hacéis eco de mis pensamientos".
Durante el periodo de agitación política en Estados Unidos que duró desde el estallido de la Segunda Guerra Mundial en Europa hasta el ataque a Pearl Harbor, mantuvo una postura abiertamente no intervencionista. Fue miembro activo del America First Committee, una organización anti-intervencionista fundada por un grupo de estudiantes de derecho dirigidos por R. Douglas Stuart Jr. y cuyo principal portavoz era el pionero de la aviación Charles Lindbergh. Dijo que las industrias del cine y el teatro la habían puesto en su lista negra hasta que firmó un contrato en el que se comprometía a cesar sus actividades antiintervencionistas y a no revelar nunca el hecho de que había accedido a hacerlo.

## Citas
- «¡Al menos no tuve que perder ante Cher!», al preguntársele por la —para muchos— inexplicable ausencia de nominaciones por su última película, Las ballenas de agosto, el año en que Cher logró el Óscar a la mejor actriz.

- «Lionel Barrymore actuó conmigo, primero como mi abuelo, luego como mi padre y, al final, como mi marido. Si no hubiera muerto, estoy segura de que hubiera tenido que actuar como su madre. Así es en Hollywood: los hombres rejuvenecen, las mujeres envejecemos».

- «Esas pequeñas vírgenes, te hartabas de ellas a los cinco minutos. Era un trabajo duro hacerlas más interesantes», sobre los papeles de 'vírgenes', mujeres ingenuas y sumisas en que solía encasillársele.

- «El matrimonio es un negocio. Yo elegí el negocio del cine antes que el del matrimonio».

## Curiosidades
- Es la actriz con la carrera cinematográfica más larga de la historia hasta el momento, 75 años.
- Descendiente, por línea materna, de Zachary Taylor.
- Amiga en la infancia de Mary Pickford.
- El primer álbum de los Smashing Pumpkins se llamó Gish, en su honor.
- En 1988 hizo una pequeña participación en la grabación integral discográfica de Show Boat como "Dame on the levee" dirigida por John McGlinn.